# São Gotardo (Minas Gerais)
São Gotardo es un municipio brasileño ubicado al noroeste del estado de Minas Gerais. En el 2007 su población era de 30,757 personas, teniendo una superficie de 854 km². La ciudad pertenece a la Mesorregión del Triángulo Minero/Alto Paranaíba. Tiene nivel de municipio desde 1915

## Ubicación
El centro urbano se encuentra a una altitud de 1100 m s. n. m. al suroeste de Patos de Minas en la zona alta del valle del río Abaeté. La región se compone de una meseta llamada Mata da Corda. El clima es suave y las heladas pueden darse en la estación seca (de mayo a setiembre). Los municipios vecinos son: Matutina y Tiros al norte; Rio Paranaíba al este; Campos Altos y Santa Rosa da Serra al sur; y Quartel Geral al oeste.

### Distancias[6][7]
- Patos de Minas: 101 km
- Araxá: 163 km
- Estalagem: 55 km
- Rio Paranaíba: 20 km
- Matutina: 22 km
- Tiros:43 km
- Arapua:50 km
- Belo Horizonte: 295 km

## Actividades económicas
Las actividades económicas más importantes son cría de ganado, comercio y agricultura. El GDP en 2005 era de R$ 277 millones, de los cuales 166 millones fueron generados por servicios, 18 millones por industria y 66 millones por la agricultura. São Gotardo se encuentra en el nivel superior de los municipios del estado en materia de desarrollo económico y social. Al año 2007, había 5 agencias bancarias en la ciudad. Existe una infraestructura minorista bien desarrollada que sirve el área circundante de ganado y tierras agrícolas. Para dicho año había 5961 automóviles en todo el municipio (2007), alrededor de uno cada 5 habitantes.
São Gotardo es un gran productor agrícola, especialmente de café y maíz. La altura de la ciudad combinada con la latiud tropical permite la producción de café y de trigo. En el área rural encontramos 825 establecimientos (2006) que ocupan 61 000 hectáreas (área plantada total de 14 000 has y en pastos naturales 35 000 ha). Aproximadamente 3000 personas dependen de la agricultura. 113 de las granjas tienen tractores, para dar un ratio de una de cada 7 granjas. Para el 2006 había para el 43 000 cabezas de ganado. Los principales cultivos eran:
- palta: 120 hectáreas
- café: 2820 hectáreas
- ajo: 65 hectáreas
- papa: 110 hectáreas
- cebolla: 77 hectáreas
- frijoles: 420 hectáreas
- maíz: 3600 hectáreas
- soja: 1500 hectáreas
- trigo: 130 hectáreas

### Salud y educación
En el sector salud la ciudad cuenta con 13 clínicas de salud y 2 hospitales con 44 camas. En el sector educación existen 12 escuelas de preprimaria, 17 de primaria y 5 de secundaria.
El rango de alfabetismo asciende al 88 %, mientras que la esperanza de vida alcanza los 73 años (promedio de hombres y mujeres)

### Origen del nombre
El nombre fue inspirado en honor a Joaquim Gotardo de Lima quien llegó a la región en 1836 con su familia y se asentó en un rancho con ganado el cual luego desarrollaría en un pequeño asentamiento alrededor de una capilla. En 1853, el asentamiento conocido como Confusão, fue elevado a distrito con el nombre de São Sebastião do Pouso Alegre. Luego el nombre fue cambiado para rendir honor a su fundador.